# Elías Figueroa
Pour les articles homonymes, voir Figueroa.
Elías Figueroa, surnommé « Don Elías », né le 25 octobre 1946 à Valparaíso (Chili), est un footballeur international chilien. Il est considéré comme l'un des meilleurs défenseurs centraux du XXe siècle.
Elías Figueroa porte le maillot de plusieurs clubs sud-américains parmi les plus prestigieux, notamment Colo-Colo, Peñarol et l'Internacional de Porto Alegre. Il est désigné « meilleur joueur sud-américain de l'année » en 1974, 1975 et 1976, par le journal vénézuélien El Mundo. Sélectionné pendant seize années en équipe du Chili, il participe à trois coupes du monde de football.
Il fait partie de la liste FIFA 100 des 125 meilleurs joueurs de football vivants en 2004 d'après Pelé.

## Carrière
Né à Valparaíso en 1946, Figueroa est atteint dans sa jeunesse par de l'asthme, puis un début de poliomyélite, qui l'empêchent de pratiquer régulièrement le football. Remis, il pratique le football dans un club local, le Club Deportivo Liceo. Milieu de terrain habile et intelligent, il est recruté par Santiago Wanderers, où il se fixe en position d'arrière central. En 1962, à 16 ans, il impressionne les observateurs lors d'un match amical de son équipe junior face à l'équipe nationale du Brésil, qui prépare à proximité de Valparaiso la Coupe du monde de football de 1962.
Joueur prometteur mais barré en équipe première par l'international chilien Raúl Sánchez (en), il est prêté à l'Unión La Calera. Il débute en première division chilienne en avril 1964 et se fait bientôt remarquer pour ses performances. Figueroa revient chez les Wanderers en 1965 et fait ses débuts en équipe nationale. À 19 ans, il est titulaire à la Coupe du monde 1966, au sein d'une intraitable défense chilienne surnommée « la Muralla Roja » en français : « la muraille rouge ».
Au retour d'Angleterre, il est recruté par les Uruguayens du CA Peñarol, un des plus grands clubs du monde à l'époque, où il évolue aux côtés de Ladislao Mazurkiewicz, Néstor Gonçalves, Alberto Spencer et Pedro Rocha. Il remporte le championnat d'Uruguay pour ses deux premières saisons, en 1967 et 1968, puis la Supercoupe des champions intercontinentaux en 1969 face au grand Santos FC de Pelé. Le Chili est par contre éliminé en tour préliminaire de la Coupe du monde 1970 par l'Uruguay, qui en sera demi-finaliste.

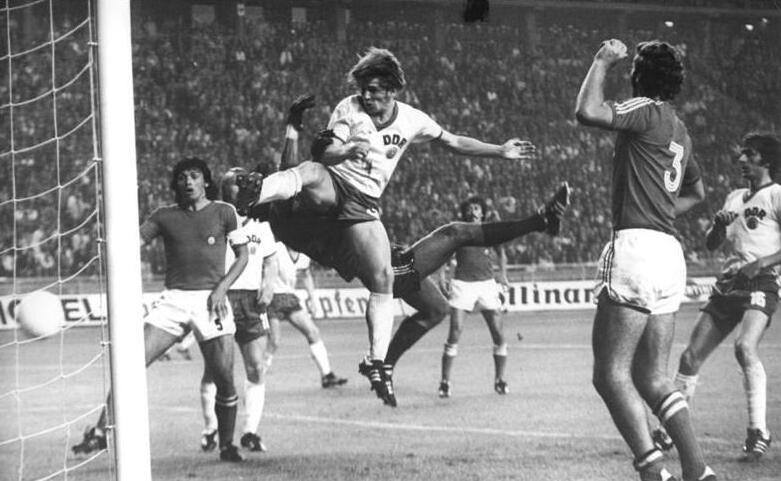
Elías Figueroa (no 5, à gauche) avec le Chili face à la RDA en 1978.

Début 1972, il signe à l'Internacional Porto Alegre, un des meilleurs clubs du Brésil, plutôt que de rejoindre l'Europe. Il y remportera le championnat régional Gaucho chaque année jusqu'en 1976. En 1973, il se qualifie avec sa sélection pour la Coupe du monde 1974 : après avoir éliminé le Pérou, les Chiliens affrontent l'Union soviétique. Ils parviennent à conserver un score nul et vierge à Moscou lors du match aller et profitent du forfait « politique » de leurs adversaires lors du match retour pour gagner leur billet pour l'Allemagne. Ils y sont éliminés au premier tour par leurs hôtes ouest- et est-allemands, mais lui figure dans l'équipe-type de la compétition aux côtés de Franz Beckenbauer.
Cette période est l'apogée sportive de Figueroa, qui remporte le prestigieux titre de « meilleur joueur sud-américain de l'année », décerné par le journal vénézuélien El Mundo, en 1974, 1975 et 1976. En 1975, il est le capitaine de l'Internacional qui remporte le championnat du Brésil et inscrit le but décisif en finale contre Cruzeiro. Son équipe conserve sa couronne la saison suivante de façon brillante, avec 19 victoires en 23 matchs. Il remporte cette année-là le Bola de Ouro du meilleur joueur du championnat du Brésil.
Il décide sur ce succès de rentrer au Chili, et s'engage avec le modeste club de Palestino, avec lequel il remporte la Coupe du Chili en 1977 puis le championnat national l'année suivante, réalisant une série record de 40 matches sans défaite. Après une dernière année vierge de titre, Figueroa rejoint la North American Soccer League, le championnat nord-américain de football, où il retrouve Gerd Müller et Teófilo Cubillas sous les couleurs de Fort Lauderdale Strikers.
Après un an, il revient au Chili et signe à Colo-Colo, le club le plus populaire du pays, ce qui lui permet d'être sélectionné pour la Coupe du monde 1982 en Espagne comme capitaine. Il devient ainsi le premier joueur chilien à avoir participé trois fois à une Coupe du monde. Il prend finalement sa retraite sportive le 1er janvier 1983, après un derby contre l'Universidad de Chile.

### En équipe nationale
Sélectionné à 47 reprises avec l’équipe du Chili, il marque 2 buts et participe à la Coupe du monde de football de 1966, à la Coupe du monde de football de 1974 et à la Coupe du monde de football de 1982. Au total il dispute 9 rencontres de Coupe du monde.

### Autres
Elias fait partie du collectif Champion for Peace de Peace and Sport, engagés personnellement en faveur du mouvement de la paix par le sport. En 2006 il lance sa Fondation « Gol Illuminado » afin de créer des programmes d’éducation par le sport aux enfants dans le besoin. Avec Kashif Siddiqi il a créé “Football For Peace” un mouvement sportif mondial dédié à la création d’opportunités visant à unir les gens à travers la mise en place de matches pour la paix sur les différents continents.

## Style de jeu
Elías Figueroa faisait preuve d'aptitudes particulières dans l'anticipation, le jeu aérien et la relance. Surtout, son influence et son charisme en ont fait un capitaine dans toutes les grandes équipes dans lesquelles il a pu jouer.

## Palmarès

### Clubs
- Champion d’Uruguay en 1967 et 1968 avec Peñarol
- Champion de l'État du Rio Grande do Sul (Brésil) en 1971, 1972, 1973, 1974, 1975 et 1976 avec l'Internacional de Porto Alegre
- Champion du Brésil en 1975 et 1976 avec l'Internacional de Porto Alegre
- Vainqueur de la Coupe du Chili en 1977 avec Palestino
- Champion du Chili en 1978 avec Palestino

### Distinctions
- Meilleur joueur du monde par la FIFA (ans 1975 et 1976)[4],[5],[6]
- All-Star Team de la Coupe du monde de football de 1974[7]
- Élu Meilleur joueur sud-américain de l'année en 1974, 1975 et 1976
- Meilleur défenseur sud-américain du siècle par l'IFFHS en 2004
- Nommé dans l'équipe historique des précédentes Copa América, réalisé par Noticia en 2006[8]
- Nommé dans le onze idéal de l'Amérique du Sud 1958-2008, réalisé par Sports Illustrated[9],[10].